# Ежен де Боарне
Ежен де Боарне (фр. Eugène de Beauharnais; Париз, 3. септембар 1781 — Минхен, 21. фебруар 1824) био је француски генерал.

## Биографија
Као пасторак Наполеона Бонапарте учествовао је с њим у походу на Египат и у бици код Маренга (1800). Постао је 1805. године вицекраљ Италије, а 1807. године и наследник престола Италије.
У рату 1809. године командовао је италијанском армијом у бици код Раба и код Ваграма. 
У походу на Русију 1812. године командовао је снагама од 80.000 људи. У Бородинској бици на челу левог крила јуришао је на јак редут Батерију Рајевског. При повлачењу из Русије под тешким околностима успео је да доведе остатке Велике армије до
Лабе. 
Вративши се затим у Италију, неко време је давао успешан отпор Аустријанцима, али је 16. априла 1814. године морао с њима да закључи примирје. У току Наполеонових сто дана остао је по страни.